# 24 Heures du Mans 1927
Navigation
Édition précédente Édition suivante
Les 24 Heures du Mans 1927 (Ve Grand Prix d'Endurance de 24 Heures) sont la 5e édition de l'épreuve et se déroulent les 18 et 19 juin 1927 sur le circuit de la Sarthe. Alors que 41 automobiles avaient pris le départ l'année passée, seules 22 seront sur la grille lors de cette édition 1927.

## Nombre de pilotes qualifiés pour la course
Lors de cette édition 1927, 44 pilotes prennent le départ de la course mancelle.
| 39 Français | 5 Britanniques |  |  |  |

## Course

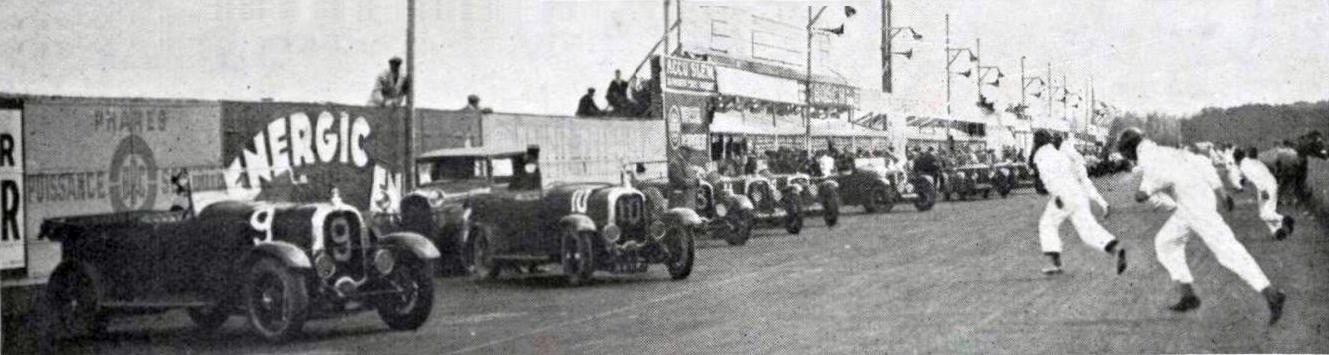
Départ des 24 Heures du Mans 1927.

### Déroulement de l'épreuve

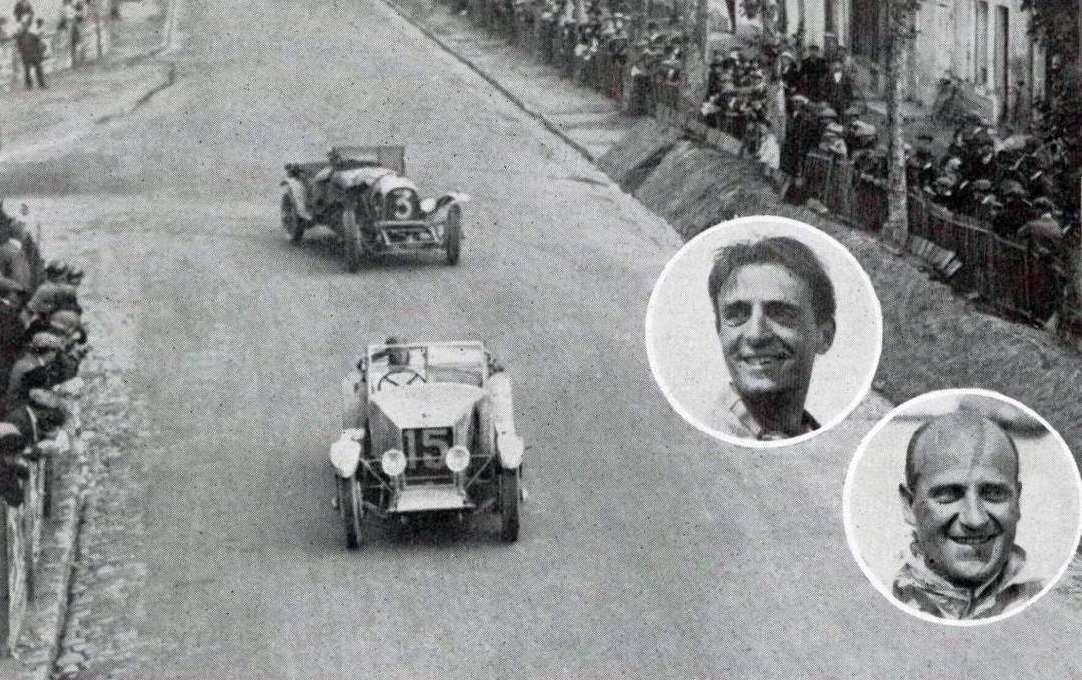
La Scap 15 de Lucien Desvaux-Fernand Vallon (quatrième) devant la Bentley des vainqueurs des 24 Heures du Mans 1927 Dudley Benjafield (médaillon gauche) et Sammy Davis (médaillon droite), au virage de Pontlieue.

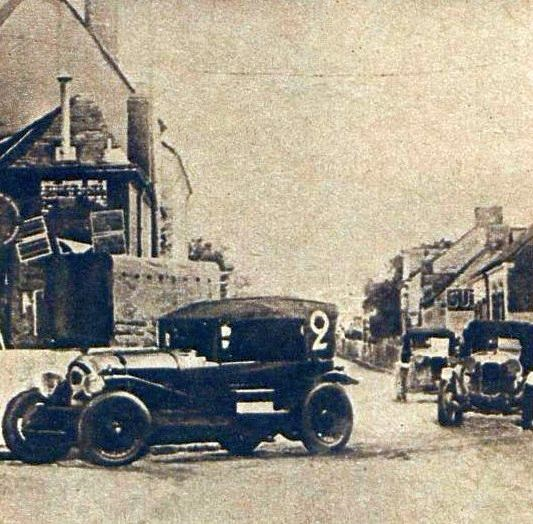
L'équipage d'Erlanger et Duller, sur Bentley 3 Litre Super Sport.

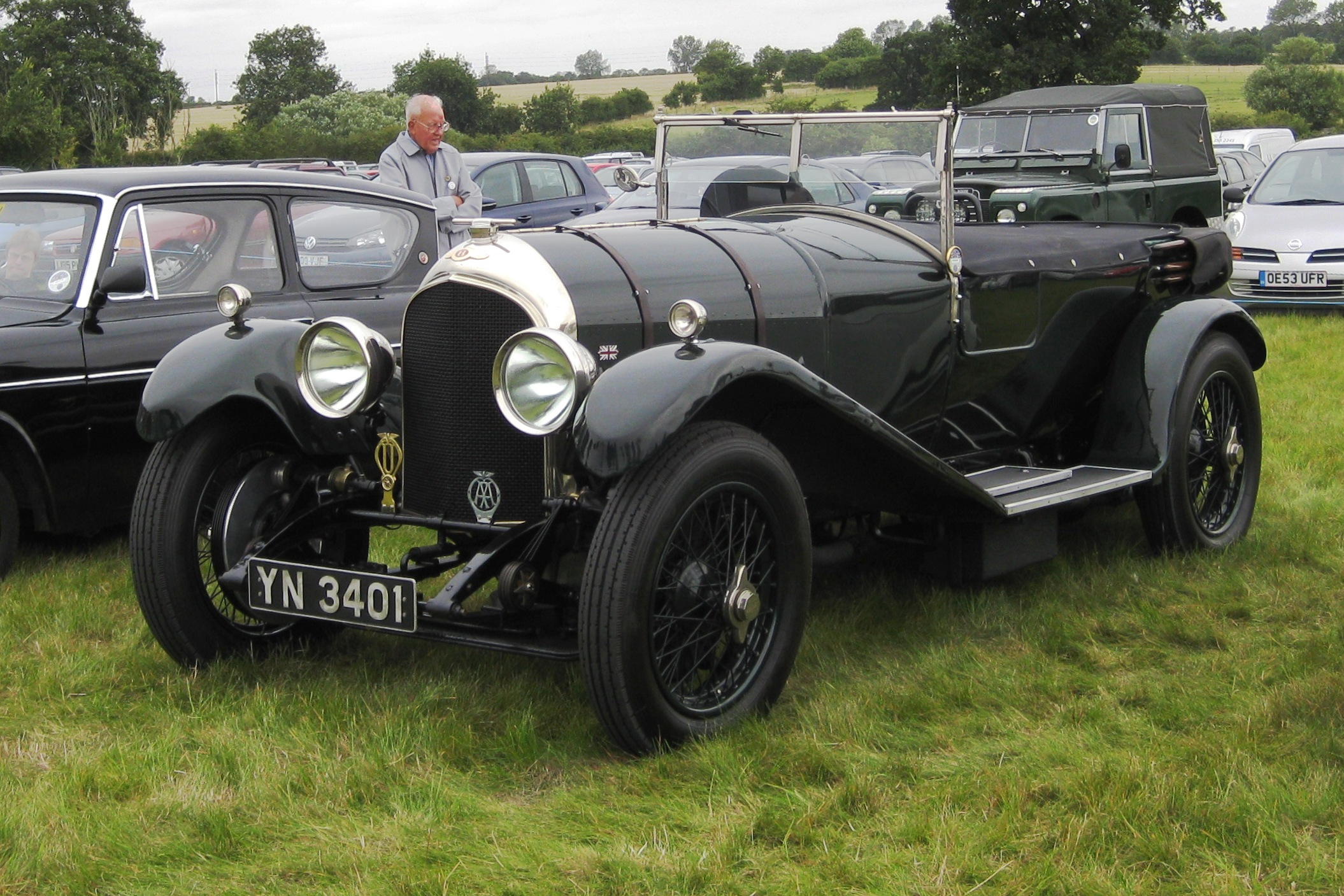
Une Bentley 3L. Super Sport, le premier modèle du constructeur britannique Bentley Motors.

La course, qui se déroule sous un ciel pluvieux, sera longtemps menée par deux pilotes français sur une Ariès 3 litres avant de se résigner à abandonner en raison d'un accident. L'équipe britannique Bentley Motors Ltd. est, elle, également victime du sort puisque les trois automobiles engagées — deux 3 Litre et une 4½ Litre — connaissent toutes un accident ; seule la 3 Litre no 3 dénommée « Old Number Seven », réparée en urgence, repartira.
Finalement, la Bentley 3-Litre no 3 s'impose aisément, puisque 349,808 km la séparent de la deuxième, avec à son volant les pilotes anglais Dudley Benjafield et Sammy Davis ; Bentley Motors Ltd. remporte ainsi sa deuxième victoire aux 24 Heures du Mans. Une semaine plus tard la voiture est telle quelle hissée à mains d'hommes par l'escalier d'honneur du Savoy Hôtel de Londres jusqu'au premier étage du bâtiment, où se déroule un banquet en l'honneur des vainqueurs.

### Classement final de la course
| Pos.  | Catégorie | no | Écurie                                 | Pilotes                             | Châssis                     | Moteur                  | Tours |
| ----- | --------- | -- | -------------------------------------- | ----------------------------------- | --------------------------- | ----------------------- | ----- |
| 1     | 3.0       | 3  | Bentley Motors Ltd.                    | Dr Dudley Benjafield Sammy Davis    | Bentley 3 Litre Super Sport | Bentley 2,9 L I4        | 137   |
| 2     | 1.1       | 25 | Pas de nom d'équipe                    | André de Victor Jean Hasley         | Salmson GS                  | Salmson 1,1 L I4        | 116   |
| 3     | 1.1       | 23 | Pas de nom d'équipe                    | Georges Casse André Rousseau        | Salmson GS                  | Salmson 1,1 L I4        | 115   |
| 4     | 1.5       | 15 | Pas de nom d'équipe                    | Lucien Desvaux Fernand Vallon       | S.C.A.P. 1.5 Litre          | S.C.A.P. 1,5 L I4       | 110   |
| 5     | 1.1       | 26 | Établissements Henri Précloux (E.H.P.) | Guy Bouriat Pierre Bussienne        | E.H.P. DS                   | C.I.M.E. 1,1 L I4       | 108   |
| 6     | 1.1       | 21 | Pas de nom d'équipe                    | André Marandet Gonzaque Lécureul    | SARA BDE                    | SARA 1,1 L I4           | 106   |
| 7     | 1.1       | 20 | Pas de nom d'équipe                    | Jean-Albert Grégoire Lucien Lemesle | Tracta                      | S.C.A.P. 1,1 L I4       | 97    |
| N. c. | 1.5       | 16 | Pas de nom d'équipe                    | Henri Guilbert Albert Clément       | S.C.A.P.                    | S.C.A.P. 1,5 L I4       | 99    |
| Abd.  | 2.0       | 4  | Pas de nom d'équipe                    | Robert Laly Jean Chassagne          | Ariès Surbaissée 3 Litre    | Ariès 3,0 L I4          | 122   |
| Abd.  | 2.0       | 8  | Pas de nom d'équipe                    | Raymond Leroy Pierre Mesnel         | Fasto A3S                   | Fasto 2,0 L I4          | 96    |
| Abd.  | 2.0       | 10 | Pas de nom d'équipe                    | Michel Doré Roger Hellot            | Fasto A3S                   | Fasto 2,0 L I4          | 75    |
| Abd.  | 2.0       | 9  | Pas de nom d'équipe                    | Paul Brosselin Frédéric Thelluson   | Fasto A3S                   | Fasto 2,0 L I4          | 72    |
| Éli.  | 1.5       | 14 | Pas de nom d'équipe                    | Gaston Motteto Emile Maret          | SARA SP7                    | SARA 1,5 L I6           | 50    |
| Abd.  | 1.1       | 22 | Pas de nom d'équipe                    | Henri Armand Gaston Duval           | SARA ATS                    | SARA 1,1 L I4           | 42    |
| Abd.  | 5.0       | 1  | Bentley Motors Ltd.                    | Frank Clement Lesli Callingham      | Bentley 4½ Litre            | Bentley 4,4 L I6        | 35    |
| Abd.  | 2.0       | 12 | Pas de nom d'équipe                    | Jacques Chanterelle René Schiltz    | Theo Schneider 25SP         | Theo Schneider 2,0 L I4 | 34    |
| Abd.  | 3.0       | 2  | Bentley Motors Ltd.                    | André d'Erlanger George Duller      | Bentley 3 Litre Super Sport | Bentley 3,0 L I4        | 34    |
| Abd.  | 2.0       | 11 | Pas de nom d'équipe                    | Robert Poitier Pierre Tabourin      | Theo Schneider 25SP         | Theo Schneider 2,0 L I4 | 26    |
| Éli.  | 1.1       | 29 | Pas de nom d'équipe                    | Fernand Gabriel Louis Paris         | Ariès 8-10 CV               | Ariès 1,1 L I4          | 23    |
| Abd.  | 1.1       | 24 | Pas de nom d'équipe                    | Lionel de Marmier Pierre Goutte     | Salmson GS                  | Salmson 1,1 L I4        | 21    |
| Éli.  | 1.1       | 28 | Pas de nom d'équipe                    | Arthur Duray Roger Delano           | Ariès 8-10 CV               | Ariès 1,1 L I4          | 16    |
| Dsq.  | 1.1       | 27 | Établissements Henri Précloux (E.H.P.) | Henri de Costier Georges Guignard   | E.H.P. DS                   | C.I.M.E. 1,1 L I4       | 8     |

Détails :
- La no 28 Ariès 8-10 CV, la no 29 Ariès 8-10 CV et la no 14 SARA SP 7 sont éliminées pour distance imposée non respectée, pour les deux premières à la 6e heure de course et la troisième à la 12e heure.
- La no 27 E.H.P. est disqualifiée pour la perte du robinet de vidange du radiateur.
- La no 16 S.C.A.P. n'est pas classée pour distance parcourue insuffisante (99 tours parcourus sur les 105 requis dans sa catégorie de cylindrée).

## Record du tour
- Meilleur tour en course :  Frank Clement (no 1, Bentley 4½ Litre, Lesli Callingham) en 8 min 46 s.

## Prix et trophées

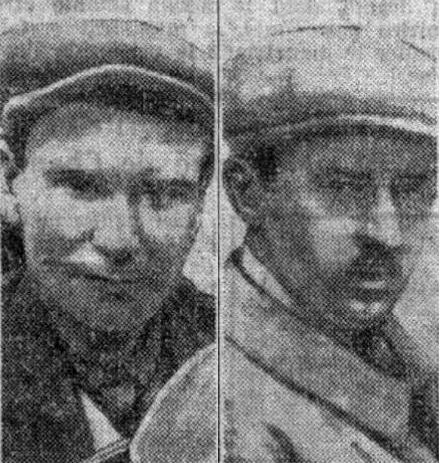
Georges Casse (à gauche) et André Rousseau (à droite), troisièmes des 24 Heures du Mans 1927 et vainqueurs de la Coupe biennale Rudge-Witworth.

- Prix de la Performance :  Georges Casse et  André Rousseau (no 23, Salmson GS)
- 3e Coupe Biennale Rudge-Witworth:  Georges Casse et  André Rousseau (no 23, Salmson GS)
- Prix de Saint-Didier :  André de Victor et  Jean Hasley (no 25, Salmson GS)

Si Bentley remporte l'épreuve avec sa 3 Litres, Salmson domine la compétition grâce au double arbre à cames de ses moteurs : victoire dans la catégorie 1 100 cm3, 2e et  3e au général, Prix de la performance, Coupe Biennale Rudge-Whitworth et Prix de Saint-Didier, soit un cumul de records jamais égalé.

## À noter
- Longueur du circuit : 17,262 km
- Distance parcourue : 2 369,807 km
- Vitesse moyenne : 98,740 km/h
- Écart avec le 2e : 349,808 km